# The Heart Wants What It Wants
The Heart Wants What It Wants è un singolo della cantante e attrice statunitense Selena Gomez. Il singolo precede l'uscita della greatest hits For You, la cui uscita è prevista per il 24 novembre 2014. Il singolo è stato pubblicato il 6 novembre 2014 dalla Hollywood Records ed è stato scritto e prodotto da Antonina Armato e Tim James, che insieme formano la produzione Rock Mafia, oltre che dalla stessa Selena Gomez.

## Descrizione

### Testo
Il brano è stato scritto dalla stessa Gomez e da Antonina Armato e Tim James, che insieme formano la produzione Rock Mafia, e prodotto da questi ultimi. Il testo parla di una relazione sentimentale finita che però continua a vivere nel cuore della cantante. La canzone, come dichiarato dalla stessa Gomez, è dedicata all'ex fidanzato della cantante, Justin Bieber.

## Video musicale
Il video musicale è stato pubblicato su VEVO e YouTube il 6 novembre 2014. Un video in bianco e nero con la voce della cantante che espone le proprie pene d'amore e le sue sofferenze sentimentali verso qualcuno che le ha procurato dolore e l'ha fatta sentire quasi colpevole della fine della relazione. Il video ha ricevuto  10 milioni di visualizzazioni nelle prime 24 ore dalla sua pubblicazione.
A dicembre dello stesso anno, un mese dopo la sua pubblicazione, il video supera 100 milioni di visualizzazioni online, ottenendo la certificazione VEVO.

## Classifiche
| Classifica (2014-15) | Posizione massima |
| -------------------- | ----------------- |
| Australia            | 33                |
| Belgio (Vallonia)    | 23                |
| Canada               | 6                 |
| Danimarca            | 9                 |
| Paesi Bassi          | 59                |
| Nuova Zelanda        | 14                |
| Regno Unito          | 30                |
| Stati Uniti          | 6                 |